# Петр (Арихара)
Епископ Петр (яп. 主教ペトル; в миру Кирилл Арихара Дзиро [キリール 有原 次良]; 8 августа 1931, Саппоро, Хоккайдо, Япония — 10 мая 2000, Токио, Япония) — архиерей Японской православной церкви, епископ Иокогамский, викарий Токийской епархии.

## Биография
Родился 8 августа 1931 года в городе Саппоро, остров Хоккайдо, Япония, в синтоистской семье. Узнал о православии от своего школьного друга, который привёл его в православный храм. Через год после этого, в 1946 году в храме Преображения Господня города Саппоро принял крещение с именем Кирилл.
По окончании училища в родном городе, в сентябре 1954 года наряду с Петром Саямой поступил в Свято-Владимирскую духовную семинарию в Нью-Йорке, которую окончил в 1958 году, но по настоянию архиепископа Иринея (Бекиша) ещё год отучился на последнем курсе Токийской духовной семинарии.
19 января 1961 года в Токийском Воскресенском соборе архиепископом Токийским Никоном (де Греве) был рукоположен во диакона, а 24 января того же года — во пресвитера.
С 1961 по 1965 год служил в Токийском Воскресенском соборе.
С 1965 года — настоятель храма Покрова Пресвятой Богородицы в городе Осака.
В 1970 году после дарования автономии Японской православной церкви возглавил консисторию Киотоской епархии. Пользовался доверием нового предстоятеля Японской православной церкви митрополита Феодосия (Нагасима).
В 1977 году переведён настоятелем в Преображенский храм в Саппоро, где прослужил до 1999 года.
Был возведён в достоинство протоиерея. Овдовел.
14-15 июня 1999 года прошло совещание клира автономной Японской Православной Церкви, на котором было решено представить патриарху и Священному Синоду Русской Православной Церкви трёх кандидатов, достойных к избранию и хиротонии в сан епископа для замещения вакантных епископских кафедр Японии — вдовствующих протоиереев Кирилла Арихара и Иуду Нусиро и целибатного священника Андрея Цудзиэ.
11-12 июля того же года в Токио состоялся внеочередной Поместный Собор Японской Церкви, на котором в присутствии представителя кириархальной Церкви архиепископа Калужского и Боровского Климента, единогласно было решено всех трёх кандидатов, предложенных совещанием клира представить патриарху и Священному Синоду. В августе 1999 года избранные кандидаты были приглашены в Россию, где в течение месяца знакомились с жизнью Русской Православной Церкви, её епархий и монастырей.
20 августа того же года в Троицком соборе Троице-Сергиевой Лавры пострижен в монашество с именем Петр в честь святителя Петра, митрополита Московского.
6 сентября 1999 года в Успенском соборе Московского Кремля патриархом Московским и всея Руси Алексием II возведён в сан игумена.
6 октября того же года постановлением Священного Синода определено быть епископом Иокогамским, викарием Токийской епархии, с поручением временного управления Токийской епархией.
8 октября 1999 года в Троицком соборе Троице-Сергиевой Лавры патриархом Алексием II возведён в сан архимандрита.
В тот же день в Тронном зале Патриарших покоев Троице-Сергиевой Лавры состоялось наречение, а 9 октября в Большом соборе в честь Донской иконы Божией Матери в Донском монастыре Москвы за Божественной литургией — архиерейская хиротония, которую возглавил патриарх Московский и всея Руси Алексий II. Ему сослужили: митрополиты Крутицкий и Коломенский Ювеналий (Поярков), Смоленский и Калининградский Кирилл (Гундяев), Омский и Тарский Феодосий (Процюк); архиепископы Керченский Анатолий (Кузнецов), Истринский Арсений (Епифанов), Тернопольский и Кременецкий Сергий (Генсицкий); епископы Корсунский Иннокентий (Васильев), Туровский и Мозырский Петр (Карпусюк), Орехово-Зуевский Алексий (Фролов), Тираспольский и Дубоссарский Юстиниан (Овчинников).
4 марта 2000 года на проходившем 3-5 марта того же года Чрезвычайном Поместном Соборе Японской Православной Церкви избран предстоятелем Японской Церкви, а патриарх Московский и всея Руси Алексий II в телеграмме от 7 марта 2000 года утвердил и благословил избрание архиепископом Токийским, митрополитом всея Японии. Был избран Предстоятелем, когда уже лежал в больнице.
Уже в апреле 2000 года, в связи с ухудшением здоровья, направил патриарху Алексию II и митрополичьему Совету Японской Церкви послание с просьбой об отставке с должности предстоятеля Японской Автономной Православной Церкви. В ответном послании от 24 апреля 2000 года патриарх с глубоким сожалением принял отставку и благословил созыв Внеочередного Поместного Собора Японской Церкви, который 6 мая 2000 года избрал епископа Киотоского Даниила новым предстоятелем.
Скончался от рака 10 мая 2000 года в 5 часов 56 минут по местному времени в Токио. Отпевание состоялось 12 мая того же года в Токийском Воскресенском кафедральном соборе после Божественной литургии. Отпевание совершил избранный предстоятель Японской Православной Церкви епископ Киотоский Даниил (Нусиро). Погребение состоялось 16 мая на японском православном кладбище в городе Хакодатэ. Чин погребения совершил епископ Сендайский Серафим совместно с духовенством Сендайской епархии.